# 单腺异型柳
单腺异型柳（学名：Salix dissa var. cereifolia）为杨柳科柳属下的一个变种。

## 扩展阅读
- 維基物種上的相關：单腺异型柳